# Journal for the History of Astronomy
Journal for the History of Astronomy (standardna okrajšava po ISO 4 J. Hist. Astron., ISSN 0021-8286) je strokovna znanstvena akademska revija, ki v angleščini objavlja članke s področja zgodovine astronomije v disciplini zgodovina in filozofija znanosti. Glavni urednik revije je Michael Hoskin (Univerza v Cambridgeu). Izhaja od leta 1970, trenutno pa jo izdaja založniško podjetje SAGE Publications.

## Povzetki in indeksiranje
Journal for the History of Astronomy ima povzetke in je indeksiran med drugim v podatkovnih bazah SCOPUS in Social Sciences Citation Index (SSCI). Po Journal Citation Reports je njen faktor vpliva 0,326 za leto 2012 in je na 39-em mestu od 58 revij v kategoriji ‘zgodovina in filozofija znanosti’.